# Okrąglak (Poznań)

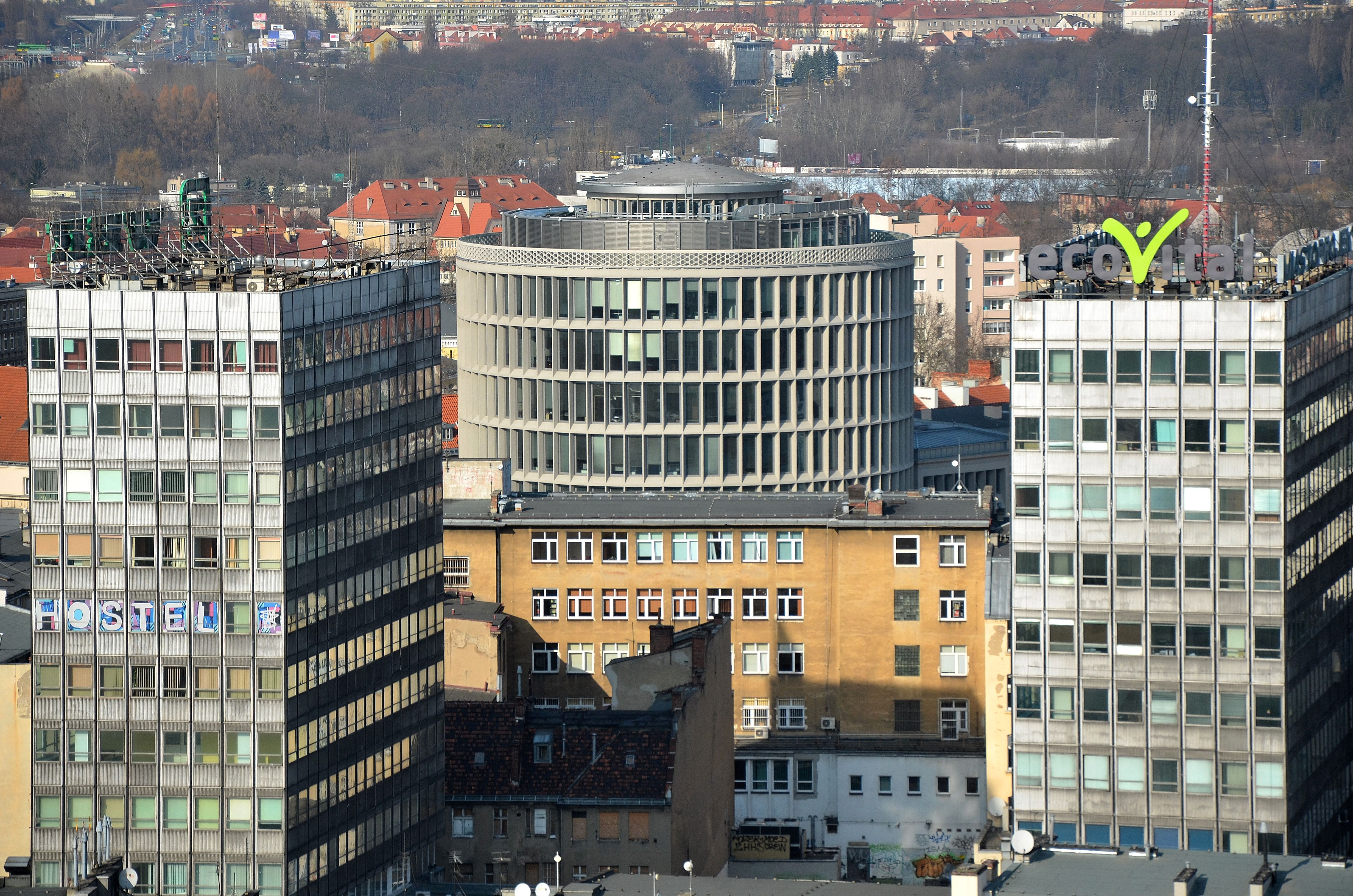
Okrąglak widziany z Collegium Altum

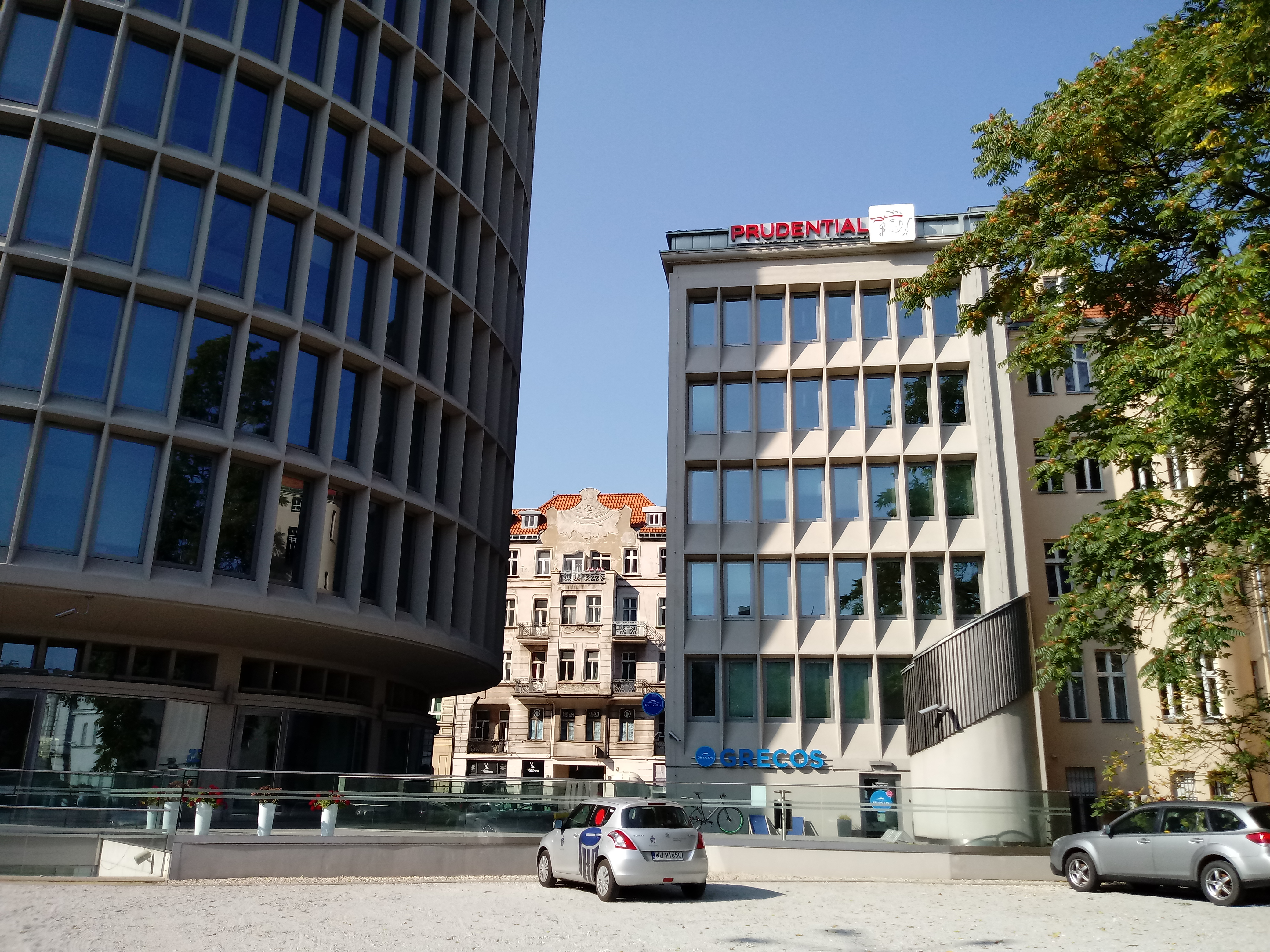
Kwadraciak stojący obok Okrąglaka

Okrąglak – modernistyczny budynek  w centrum Poznania przy ul. Mielżyńskiego 14, na rogu ul. 27 Grudnia, zbudowany w latach 1948–1954 według projektu Marka Leykama. Przez ponad 50 lat pełnił funkcję domu towarowego, później przekształcony został na budynek biurowo-usługowy.

## Opis
Jest to dziewięciopiętrowy (podawane jest także 8 lub 10 kondygnacji) budynek w kształcie walca, z położoną centralnie klatką schodową o średnicy 5 metrów i trzema biegami schodów. Na dachu budynku mieści się taras widokowy otoczony balustradą. Okrąglak był pierwszym w Poznaniu budynkiem o konstrukcji nośnej wykonanej z prefabrykatów – wykonano z nich żebrowanie ścian zewnętrznych i stropów. Swoim wyglądem i konstrukcją reprezentuje modernizm, zbudowany został według postulatów 4F+R. Przy ul. Mielżyńskiego, w pobliżu Okrąglaka wybudowano również budynek biurowy zwany „kwadraciakiem”, którego łączy z Okrąglakiem podobny wygląd elewacji. W latach 1977–1979 do istniejącej klatki schodowej dobudowano windę wraz z maszynownią dźwigów oraz zewnętrzną, ewakuacyjną klatkę schodową – łączącą Okrąglak z „kwadraciakiem” (później została rozebrana). W podziemiach zamontowano wówczas także zbiornik na wodę o pojemności 100 m³.
Budynek ma 45 m wysokości, zaś jego powierzchnia wynosi 5,9 tys. m².

## Historia
Budowa Domu Towarowego rozpoczęła się w 1948 roku w miejscu zniszczonego podczas II wojny światowej Banku Cukrownictwa. Otwarcie nastąpiło 3 lutego 1955. Rok później Okrąglak został włączony do Poznańskiego Zjednoczenia Przedsiębiorstw Handlowych. Od początku swojego istnienia wzbudzał kontrowersje (m.in. dlatego, że wyróżniał się na tle innych ówczesnych realizacji architektonicznych, głównie socrealistycznych). 17 grudnia 1995 oddano do użytku przebudowany parter budynku. W 1998 przeszedł na własność polsko-belgijskiej spółki DTC (wraz z 32 innymi domami towarowymi w całej Polsce). Spółka próbowała zablokować wpis obiektu do rejestru zabytków, m.in. z uwagi na brak możliwości przypisania mu cech wysokiej wartości historycznej, naukowej czy artystycznej. W 2003 został wpisany na listę zabytków.
Do początku 2009 znajdowały się w nim pojedyncze sklepy i punkty usługowe. W latach 2011–2012 budynek przeszedł gruntowy remont. Zmienił on się w budynek biurowo-usługowy. Przywrócona została również oryginalna elewacja. Oficjalne otwarcie po remoncie miało miejsce 24 września 2012.

## Nagrody
W 2005 budynek otrzymał nagrodę Złotego Quadro w konkursie na najlepszy poznański budynek półwiecza 1955–2005.

## Budynki w pobliżu
Po drugiej stronie ulicy Mielżyńskiego mieści się zabytkowa kamienica Posener Bauhütte, a nieco dalej gmach PZU. W pobliżu stoją zaś modernistyczne: Domar i Dom Książki.